# Gare de Riihimäki
La gare de Riihimäki (en finnois : Riihimäen rautatieasema) est une gare ferroviaire finlandaise située à Riihimäki.

## Histoire
En 2008, la gare a accueilli  614 000 voyageurs.